# Liste von Persönlichkeiten der Stadt Bitterfeld-Wolfen

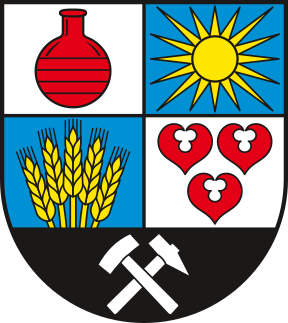
Wappen der Stadt Bitterfeld-Wolfen

Die Liste von Persönlichkeiten der Stadt Bitterfeld-Wolfen enthält Personen, die in der Geschichte der sachsen-anhaltischen Stadt Bitterfeld-Wolfen, die im Jahre 2007 durch Vereinigung der beiden Städte Bitterfeld und Wolfen entstand, eine nachhaltige Rolle gespielt haben. Es handelt sich dabei um Persönlichkeiten, die Ehrenbürger von Bitterfeld-Wolfen oder hier geboren sind oder hier gewirkt haben.
Für die Persönlichkeiten aus den nach Bitterfeld-Wolfen eingemeindeten Ortschaften siehe auch die entsprechenden Ortsartikel.

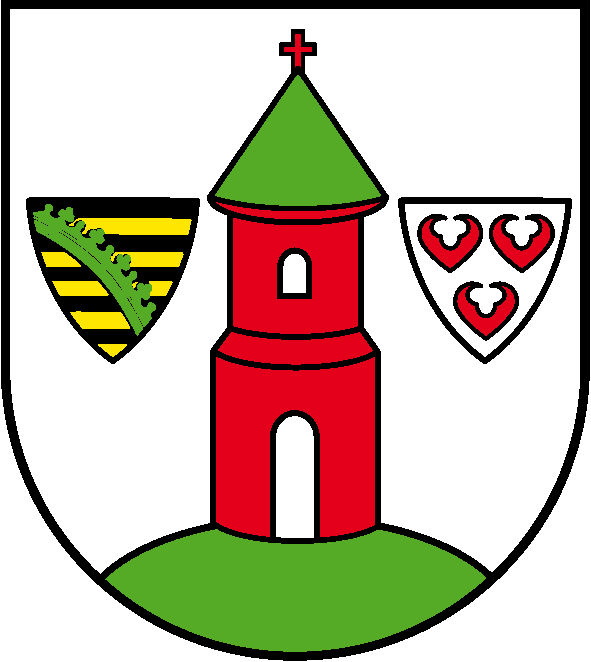
Wappen der Stadt Bitterfeld

## Ehrenbürger des Stadtteils Bitterfeld
- 2. August 1896: Eugen Gustav Goltz, Stadtverordneter
- 1902: Heinrich August Piltz, Stadtverordneter und Industrieller
- 1924: Albert Richter, Kaufmann und Stadtrat
- 19. April 1933: Adolf Hitler, Reichskanzler, 1990 aberkannt
- Paul von Hindenburg, Generalfeldmarschall und Reichspräsident, 1990 aberkannt
- 1996: Lothar Hentschel (1930–1999), Bürgermeister der Partnerstadt Marl
- 1998: Ernst Thronicke (* 6. September 1920; † 28. Oktober 2007), Zeichenlehrer und Maler

## Ehrenbürger des Stadtteils Wolfen

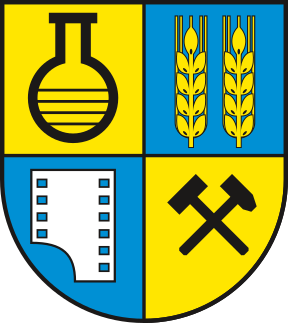
Wappen der Stadt Wolfen

- 8. März 1967: Janina Stanislawska, ehemals polnische Zwangsarbeiterin in der Filmfabrik
- 21. Dezember 1997: Axel Noack, Bischof a. D. der ehemaligen Evangelischen Kirche der Kirchenprovinz Sachsen, ehem. Pfarrer in Wolfen
- 3. Oktober 2000: Ingrid Bolzmann-Dillenberger († 9. Mai 2005), ehemalige stellvertretende Bürgermeisterin von Wolfens Partnerstadt Witten

## Söhne und Töchter der Stadtteils Bitterfeld
- Michael Schneider (1612–1639), Gelehrter und Philosoph
- Conrad Victor Schneider (1614–1680), Mediziner
- Johann Ernst Altenburg (1734–1801), Trompeter und Organist
- Friedrich Ferdinand Leopold von Seydewitz (1787–1872), preußischer Verwaltungsbeamter, geboren in Niemegk bei Bitterfeld
- Adolf Hilmar von Leipziger (1825–1891), Oberpräsident von Westpreußen
- Wilhelm Trautmann (1846–1903), Jurist und Mitglied des deutschen Reichstags
- Rudolf Kobert (1854–1918), Medizinhistoriker und Pharmakologe
- Arthur Wienkoop (1864–1941), Architekt, wirkte als Professor und Direktor an der Landesbaugewerkschule in Darmstadt
- Sella Hasse (1878–1963), Malerin und Grafikerin
- Leonhard Kaupisch (1878–1945), Offizier, zuletzt General der Artillerie im Zweiten Weltkrieg
- Rolf Habild (1904–1970), von 1933 bis 1945 Landrat in Bitterfeld
- Paul Mylius (1904–1945), Jurist im Polizeidienst und SS-Führer
- Hans Werner Schmidt (1904–1991) Kunsthistoriker, Museumsleiter in Braunschweig
- Kurt Bunge (1911–1998), Maler, Grafiker und Restaurator
- Erwin Ding-Schuler (1912–1945), SS-Sturmbannführer und erster Lagerarzt des KZ Buchenwald
- Adolf Drescher (1921–1967), Pianist
- Jochen Seidel (1924–1971), Maler und Grafiker
- Fred-Arthur Geppert (1925–1999), Schauspieler und Synchronsprecher
- Franz Klepacz (1926–2017), Fußballspieler
- Götz Beck (1934–2009), Literatur- und Sprachwissenschaftler
- Nikolaus Cybinski (1936–2023), Aphoristiker
- Lutz Zülicke (* 1936), theoretischer Chemiker
- Elmar Rauch, (* 1937) promovierter Jurist, deutscher Rechtsanwalt sowie Master of Laws (LL.M.) und Übersetzer völkerrechtlicher Fachbücher aus dem Russischen vor allem in der Reihe Veröffentlichungen des Instituts für Internationales Recht an der Universität Kiel
- Heinz-Jürgen Voß (1938–2003), Mathematiker, Professor für Algebra, speziell für Graphentheorie, seit 1992 Professor für Graphentheorie/Klassische Algebra an der TU Dresden
- Gunter Herrmann (1938–2019), Maler, Grafiker und Restaurator
- Hans-Joachim Müller (1938–2025), Historiker mit dem Schwerpunkt der wissenschaftlichen Aufarbeitung der Verfolgung homosexueller Männer in der Zeit des Nationalsozialismus
- Kurt Rahmig (1938–2020), Politiker (SPD), von 1994 bis 2002 Mitglied im Landtag von Sachsen-Anhalt
- Rudi Czaja (1939–2001), Landtagsabgeordneter (DVU)
- Hartmut Weule (* 1940), Verfahrensingenieur und emeritierter Professor der vormaligen Universität Karlsruhe
- Rainer Dorndeck (1941–2011), Fotograf
- Udo Leuschner (* 1944), Journalist und Schriftsteller
- Ingrid Wenz-Gahler (* 1946), Innenarchitektin und Fachbuchautorin
- Hans Zimmermann (1948–2015), Bauleiter, Umweltaktivist (im Juni 1988 Mitarbeit am Kontraste-Beitrag Bitteres aus Bitterfeld)
- Curt Bernd Sucher (* 1949), Theaterkritiker, Autor und Hochschullehrer
- Hanns Schimansky (* 1949), Zeichner und Druckgrafiker, war von 1998 bis 2015 Professor für Malerei an der Kunsthochschule Berlin-Weißensee
- Erhard Schipporeit (* 1949), Manager
- Frank Emmrich (* 1949), Mediziner, Lehrstuhlinhaber für Klinische Immunologie an der Universität Leipzig, Leiter des Leipziger Fraunhofer-Instituts für Zelltherapie und Immunologie sowie Direktor des Translationszentrums für Regenerative Medizin Leipzig und Generalsekretär der Association for Clinical Research Centers in Germany, geboren in Niemegk
- Eugen Blume (* 1951), Kurator und Kunsthistoriker, von 2001 bis 2016 Leiter des Hamburger Bahnhofs – Museum für Gegenwart in Berlin
- Ilse Zelle (* 1951), Lehrerin und Autorin
- Hans-Jürgen Ziegler (* 1951), Stabhochspringer
- Waldemar Köppe (* 1952), ehemaliger Fußballspieler, der zwischen 1971 und 1976 für den Halleschen FC Chemie in der DDR-Oberliga aktiv war
- Rita Henke (* 1952), Politikerin (CDU), war von 1990 bis 2009 Mitglied des Sächsischen Landtags
- Peter Rasym (* 1953), Musiker, spielt seit 1997 bei den Puhdys die Bassgitarre
- Uwe-Volkmar Köck (* 1953), Politiker (Die Linke), MdL
- Hans-Christoph Hobohm (* 1955), Professor für Bibliothekswissenschaft an der Fachhochschule Potsdam mit den Arbeitsschwerpunkten Bibliotheksmanagement, Wissensmanagement und Informationsverhaltensforschung
- Bettina Fortunato, geborene Bettina Alter (* 1957), Politikerin (Die Linke), war von 2009 bis 2014 Abgeordnete des Landtages Brandenburg, seit 2016 gehörte sie diesem als Nachrückerin für Stefan Ludwig erneut an
- Marion Bekker (* 1958), Künstlerin (Malerei, Grafik) und Kunst- und Geschichtelehrerin am Max-Planck-Gymnasium in Lahr/Schwarzwald
- Matthias Hermann (* 1958), Schriftsteller
- Dagmar Zoschke (* 1959), Politikerin (Die Linke), MdL
- Chris Böhm (* 1983), BMX-Athlet und -Freestyler, Entertainer und Rekordhalter im Guinnessbuch der Weltrekorde

## Söhne und Töchter des Stadtteils Wolfen
- Wolfgang G. Schröter (1928–2012), Fotograf und Hochschullehrer
- Wolfgang Haubold (* 1937), Chemiker und ehemaliger Präsident der Universität Hohenheim.
- Heinz Zander (1939–2024), Maler, Zeichner, Grafiker, Illustrator und Schriftsteller
- Lioba Winterhalder (1945–2012), Bühnen- und Kostümbildnerin
- Wolfgang Böhme (* 1949), Handballspieler und -trainer
- Helmut Wolf (* 1948), rechtsextremer Politiker (DVU, FDVP)
- Paul Werner Wagner (* 1948), Literaturwissenschaftler
- Frank Lienert-Mondanelli (* 1955), Schauspieler und Regisseur
- Michael Stein (1956–2021), Schlagersänger
- Roger Pyttel (* 1957), Schwimmer
- Bernhard Hoff (* 1959), Leichtathlet und Olympiateilnehmer
- Manfred Wilde (* 1962), Historiker und Oberbürgermeister der Stadt Delitzsch
- Thomas Konietzko (* 1963), Unternehmer, Sportfunktionär und Präsident des Deutschen Kanu-Verbandes
- Axel Andrae (* 1965), Fagottist
- Birgit Fechner (* 1965), Politikerin (DVU)
- Iris Junik (1968–2009), Schauspielerin
- René Tretschok (* 1968), Profifußballer und Trainer (Hallescher FC, Borussia Dortmund, Hertha BSC, FC Grün-Weiß Wolfen)
- Katrin Huß (* 1969), Journalistin und Fernsehmoderatorin beim MDR
- Karen Forkel (* 1970), Leichtathletin und Olympiamedaillengewinnerin
- Doreen Nixdorf (* 1972), Schauspielerin
- Hendrik Otto (* 1974), Koch (zwei Michelin-Sterne)
- Denise Zich (* 1975), Schauspielerin und Sängerin
- Raik Dalgas (* 1976), Künstler und Aphoristiker
- Julia Schmidt (* 1976), Malerin
- Christian Gille (* 1976), Kanute
- Ondrej Drescher (* 1977), Maler
- Gabriel Machemer (* 1977), Schriftsteller und Künstler
- Yvonne Schuring (* 1978), Kanutin
- André Rößler (* 1978), Schauspieler und Regisseur
- Oliver Hampel (* 1985), Fußballspieler
- Marinus Schöberl (1985–2002), Opfer rechtsextremer Gewalt
- Daniel Roi (* 1987)[1], deutscher Politiker der Alternative für Deutschland, seit 2016 Abgeordneter im Landtag von Sachsen-Anhalt
- Franziska Hentke (* 1989), Schwimmerin in der Lage Schmetterling

## Persönlichkeiten, die mit dem Stadtteil Bitterfeld in Verbindung stehen
- August von Parseval (1861–1942): Seine von ihm entwickelten Prallluftschiffe wurden teilweise in Bitterfeld gebaut. 1907 entstand hier eine Luftschiffwerft. Parseval war Ehrenmitglied des 1909 gegründeten „Verein für Luftschiffahrt von Bitterfeld und Umgegend“. 1910 wurde die dort verlaufende Parsevalstraße nach ihm benannt. An der Parsevalstraße befindet sich das in den Jahren 1998 bis 2000 neugebaute Berufsschulzentrum. Dem Berufsschulzentrum wurde im gleichen Jahr der Ehrenname „August von Parseval“ in einer Festveranstaltung verliehen.
- Walther Rathenau (1867–1922): Er brachte durch die Ansiedlung der Elektrochemischen Werke im Auftrag der Allgemeinen Elektrizitäts-Gesellschaft (AEG) 1893 die chemische Industrie nach Bitterfeld und begründete somit den Aufstieg der Region zum Industriezentrum.
- Paul Othma (1905–1969): Elektriker, Sprecher des Streikkomitees vom 17. Juni 1953,[2] verurteilt zu 12 Jahren Zuchthaus.[3]
- Manfred Sult (1934–2016), Baptistenpastor und von 1981 bis 1991 Präsident des Bundes Evangelisch-Freikirchlicher Gemeinden in der DDR
- Klaus Staeck (* 1938): Grafiker und Jurist sowie Präsident der Akademie der Künste, wuchs in Bitterfeld auf und erlebte hier den 17. Juni 1953.[4]